# 吉爾曼 (明尼蘇達州)
吉爾曼（英語：Gilman）是一個位於美國明尼蘇達州本頓縣的城市。

## 人口
根據2020年美國人口普查的數據，吉爾曼的面積為1.24平方千米，當中陸地面積為1.24平方千米，而水域面積為0.00平方千米。當地共有人口226人，而人口密度為每平方千米182人。